# دبابة (آلة قديمة)
الدَّبَّابة هي آلة حصار متخصصة، بُنيت لحماية المهاجمين والسلالم أثناء الاقتراب من سور قلعة أو حصن. غالبًا ما كانت الدبابة مستطيلةً بأربع عجلات ويبلغ ارتفاعه تقريبًا ارتفاع الجدار أو أعلى في بعض الأحيان للسماح لمستخدمي القسي أو القسي الإفرنجية بالوقوف فوقها وإطلاق السهام على قمة السور أو القلعة أو ورائها. ولأن الدبابات كانت خشبية وبالتالي قابلة للاشتعال، كان لا بد من وجود غطاء غير قابل للاشتعال من الحديد أو جلود الحيوانات الطازجة.
تعود الأدلة على استخدام الدبابات في مصر القديمة والأناضول إلى العصر البرونزي. استخدمت على نطاق واسع في حروب الشرق الأدنى القديم بعد انهيار العصر البرونزي المتأخر، واستخدمها في مصر الكوشيين من السودان الذين أسسوا الأسرة الخامسة والعشرين. خلال العصور القديمة الكلاسيكية كانت شائعة بين الجيوش اليونانية الهلنستية في القرن الرابع قبل الميلاد والجيوش الرومانية اللاحقة في أوروبا والبحر الأبيض المتوسط، بينما شهدت أيضًا استخدامًا في الصين القديمة خلال حقبة الممالك المتحاربة وسلالة هان. كانت الدبابات ذات أبعاد غير عملية، وبالتالي، مثل مجانيق الثقل المضاد، شُيّدت في الغالب في موقع الحصار. استغرق بناء الدبابات وقتًا طويلاً، وبُنيت أساسا إذا لم يكن من الممكن التغلب على الدفاع عن التحصينات المقابلة عن طريق الهجوم بالسلم، أو عن طريق زرع الألغام، أو عن طريق كسر الجدران أو البوابات بأدوات مثل الكباش.
كانت الدبابة تؤوي أحيانًا رماة الرماح، والمشاة المستخدمين للرماح الطويلة، وحاملي السيوف، أو مستخدمي القسي أو القسي الإفرنجية، الذين أطلقوا السهام على المدافعين. نظرًا لحجم الدبابة، غالبًا ما يكون الهدف الأول لمجانيق الحجر الكبيرة، لكن كان لديه قذائف خاصة به للانتقام.
استخدمت الدبابات لإيصال القوات إلى حائط ساتر للعدو. عندما كانت الدبابة بالقرب من الجدار، كانت تُنْزل قنطرةً خشبيةً بينه وبين الجدار. يمكن للقوات بعد ذلك الاندفاع إلى السور وإلى القلعة أو المدينة. تحتوي بعض الدبابات أيضًا على كباش تستخدم لهدم سور المدينة أو بوابة القلعة.

## أنواع الدبابات
استخدم المهاجمون قديمًا أنواعًا متعددة من الدبابات، منها:

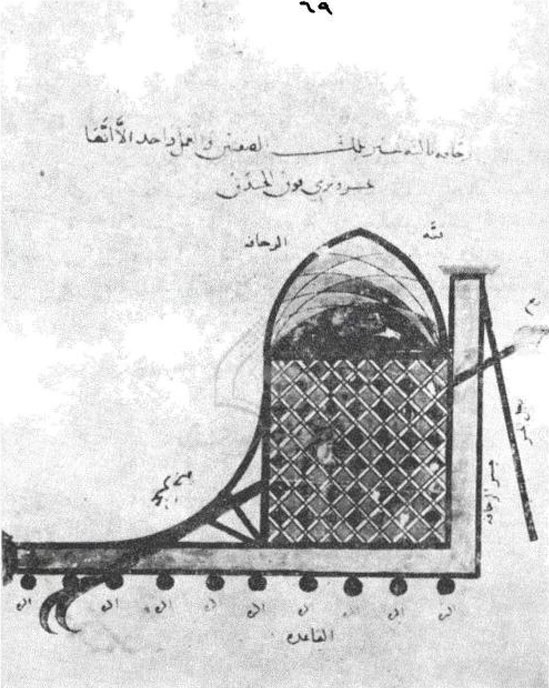
مخطوطة قديمة تصور زحافة، وهي دبابة بدائية عربية، من كتاب الأنيق في المناجنيق لابن أرنبغا الزردكاش.

الزَحَّافَة: وهي دبابة بدائية تتألف من شبه هودج خشبي مصفح بالحديد يختبئ فيه الجنود ويحمل على ناقلة لها دواليب مزودة بكبش لدق سور وبوابات الحصون، أخذها العرب عن الآشوريين، استخدمت في الحروب الصليبية.
البرج المتحرك أو برج الزحف أو آلة الزحف: وهي دبابة رومانية من خشب وجلود حيوانات طازجة تتألف من عدة طبقات يُصعد إليها عن طريق السلالم، ارتفاعها مثل ارتفاع السور، ومزودة أحيانًا بكبش، استخدمها أيضًا العرب.
الضَّبْر: لقد اختلف المؤرخون عنها، فقد قيل عنها أنها نوع من الدبابات، وقيل أنها مرادف للدبابة، ذكر ابن منظور في معجمه لسان العرب: «والضَّبْر: جِلدٌ يُغَشَّى خَشَباً فيها رجال تُقَرَّبُ إِلى الحُصون لقتال أَهلها، والجمع ضُبُورٌ، ومنه قولهم: إِنا لا نأْمَنُ أَن يأْتوا بضُبُور؛ هي الدَّبَّابات التي تُقَرَّب للحصون لتنقب من نحتها، الواحدة ضَبْرة».

## في العصر القديم
في مقبرة الجنرال إنتف في طيبة (الأقصر الحديثة بمصر) التي تعود إلى الفترة الانتقالية الأولى، تظهر دبابة في مشاهد المعركة. في خربوط بتركيا الحديثة، عُثر على نقش حجري منحوت على الطراز الأكادي فنيًا يعود تاريخه إلى نحو عام 2000 قبل الميلاد، يصور دبابة، وهو أقدم تصوير مرئي معروف من الأناضول (على الرغم من وصف أبراج الحصار لاحقًا في الكتابة المسمارية الحيثية [الإنجليزية]).
استخدمت جيوش الإمبراطورية الآشورية الحديثة دبابات في القرن التاسع قبل الميلاد، في عهد آشور نصربال الثاني (حكم بين 884 ق.م و 859 ق.م). تصور النقوش البارزة من عهده، والعهود اللاحقة، الزحّافات المستخدمة مع عدد من أعمال الحصار الأخرى، بما في ذلك المنحدرات والكباش.

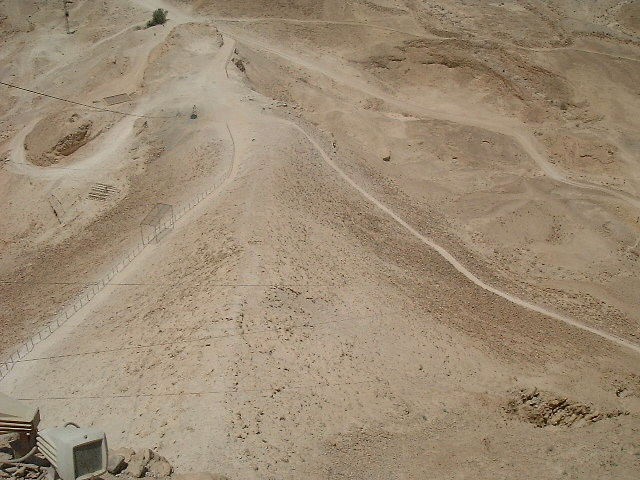
آثار منحدر الحصار الروماني في جبل مسعدة

وبعد قرون من استخدامها في آشور، انتشر استخدام الدبابة في جميع أنحاء البحر الأبيض المتوسط. أثناء حصار منف في القرن الثامن قبل الميلاد، قام كوشيون ببناء دبابات للجيش بقيادة بعنخي (مؤسس الأسرة النوبية الخامسة والعشرين)، من أجل تعزيز كفاءة الرماة والقاذفين بالمقاليع الكوشيين. بعد مغادرة طيبة، كان هدف بعنخي الأول هو محاصرة الأشمونين. بعد أن جمع جيشه بسبب عدم نجاحه حتى الآن، تولى الملك الإشراف الشخصي على العمليات بما في ذلك إقامة دبابة يمكن للرماة الكوشيين من خلاله إطلاق النار على المدينة.

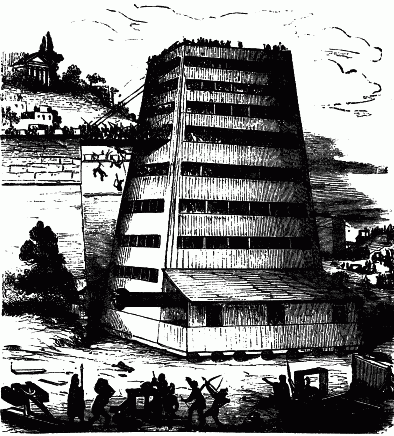
دبابة رومانية من نوع برج متنقل

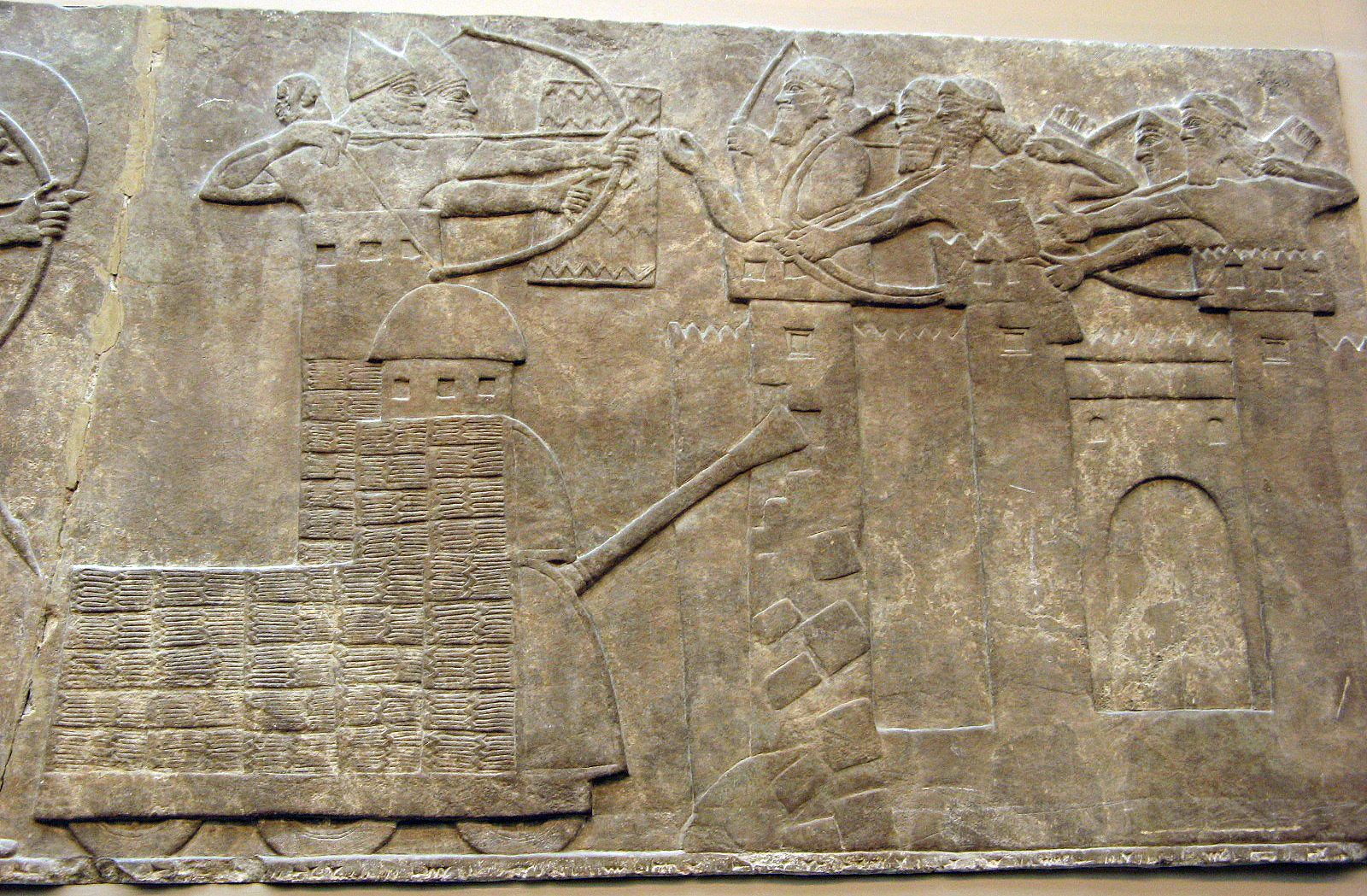
هجوم آشوري على بلدة بالرماة والزحّافة؛ نقش يعود للإمبراطورية الآشورية الحديثة، قصر نمرود الشمالي الغربي (الغرفة ب، اللوحة 18)؛ سنوات 865-860 ق.م

أكبر دبابات في العصور القديمة، مثل هيليبوليس اليونانية الهلنستية (التي تعني "محتل المدن" باللغة اليونانية) في حصار رودس عام 305 قبل الميلاد [الإنجليزية] على يد ديميتريوس الأول المقدوني، يمكن أن يصل ارتفاعها إلى 40 مترًا و بعرض يصل إلى 20 مترًا. تتطلب مثل هذه الآلات الكبيرة نقل الجريدة المسننة والمسنن بشكل فعال. كان قوامها 200 جندي ومقسمة إلى تسعة طوابق. تضم المستويات المختلفة أنواعًا مختلفة من المجانيق والعرادات. غالبًا ما كانت الدبابات اللاحقة عبر القرون تحتوي على آلات مماثلة.
إحدى أقدم الإشارات إلى الدبابات في الصين القديمة كان حوار مكتوب يناقش في المقام الأول الحرب البحرية. في كتاب يويجويشو (Yuejueshu) الصيني (السجلات المفقودة لدولة يِيَه [الإنجليزية]) الذي كتبه مؤلف أسرة هان اللاحق يوان كانغ في عام 52 بعد الميلاد، يُزعم أن وو زيشي [الإنجليزية] (526 ق.م. - 484 ق.م.) ناقش أنواع السفن المختلفة مع الملك هالي من وو [الإنجليزية] (حكم 484 ق.م.). 514 قبل الميلاد – 496 قبل الميلاد) أثناء شرح الاستعداد العسكري. وقبل تسمية أنواع السفن الحربية المستخدمة، قال وو:
في الوقت الحاضر، في تدريب القوات البحرية نستخدم تكتيكات القوات البرية لتحقيق أفضل النتائج. وبالتالي فإن السفن ذات الأجنحة الكبيرة تتوافق مع مركبات الجيش الثقيلة، والسفن ذات الأجنحة الصغيرة تمثل المركبات الخفيفة، وضاربة البطن إلى الكباش، وسفن القلعة إلى أبراج الهجوم المتنقلة، وسفن الجسر إلى سلاح الفرسان الخفيف.— 

## العصور الوسطى والمتأخرة

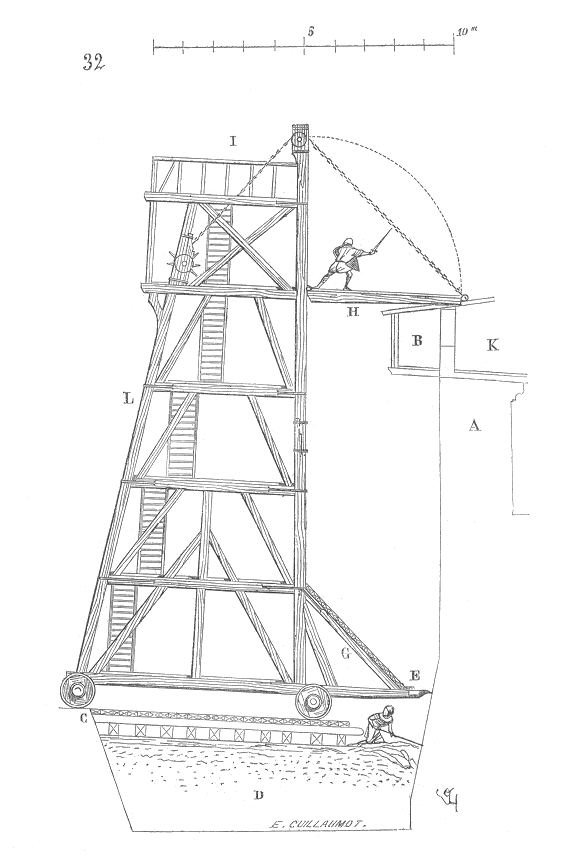
مخطط لدبابة من نوع برج متحرك يعود للعصور الوسطى.

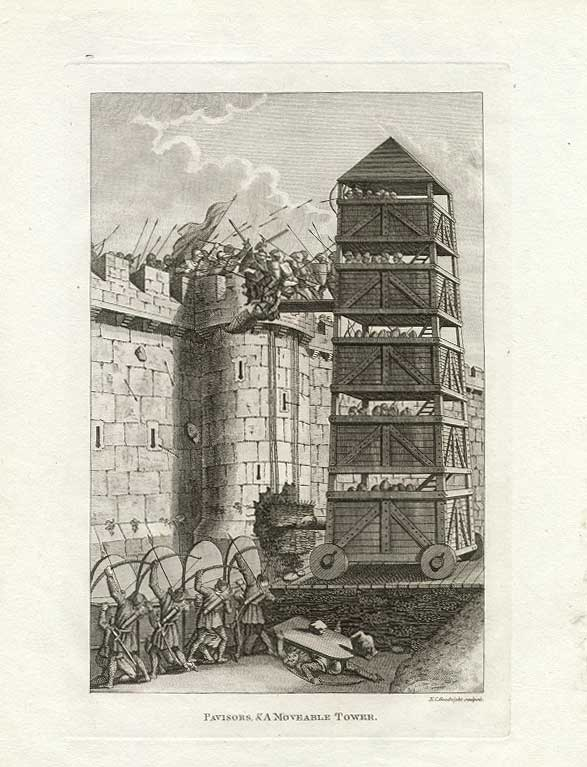
دبابة إنجليزية في العصور الوسطى.

مع انهيار الإمبراطورية الرومانية الغربية إلى دول مستقلة، ووقوف الإمبراطورية الرومانية الشرقية في موقف دفاعي، وصل استخدام الدبابات إلى ذروته خلال فترة العصور الوسطى.
في هذا الحصار، استخدم المهاجمون أيضًا الملاجئ المدرعة المتنقلة المعروفة باسم الخنازير أو القطط، والتي اُستخدمت طوال فترة العصور الوسطى وسمحت للعمال بملء الخنادق المائية للحماية من المدافعين (وبالتالي تجريف الأرض لنقل الدبابات إلى الجدران). ومع ذلك، فإن بناء الجانب المنحدر من جدار الحصن عند قاعدة سور القلعة (كما كان شائعًا في التحصينات الصليبية) كان من الممكن أن يقلل من فعالية هذا التكتيك إلى حد ما.
كانت الدبابات معروفة عند العرب واعتبروها من أهم آلات الحصار عندهم، استخدمت في عهد النبي محمد ﷺ أثناء حصار لقبيلة بني ثقيف بالطائف، وصف الطبري ذلك بقوله:
كما أصبحت الدبابات أكثر تطورًا خلال فترة العصور الوسطى؛ في حصار كينيلورث [الإنجليزية] عام 1266، على سبيل المثال، شُغّل 200 رماة و11 منجنيقًا من دبابة واحدة. وحتى ذلك الحين، استمر الحصار لمدة عام تقريبًا، مما جعله أطول حصار في تاريخ إنجلترا. ولم يكونوا محصنين أيضًا، فخلال فتح القسطنطينية عام 1453، أحرق المحاربين الدبابات العثمانية بالنيران اليونانية.
أصبحت الدبابات ضعيفة وعفا عليها الزمن مع تطوير مدفع كبير. لقد كانت موجودة فقط من أجل جعل القوات المهاجمة فوق الجدران والأبراج العالية، كما أن المدافع الكبيرة جعلت الجدران العالية قديمة الطراز حيث اتخذ التحصين اتجاهًا جديدًا. ومع ذلك، لعبت الإنشاءات اللاحقة المعروفة باسم أبراج البطاريات دورًا مماثلاً في عصر البارود؛ مثل الدبابات، بُنيت من الخشب في الموقع لتركيب مدفعية الحصار. إحدى هذه الأبراج بناها المهندس العسكري الروسي إيفان فيرودكوف [الإنجليزية] أثناء حصار قازان عام 1552 (كجزء من الحروب الروسية القازانية)، ويمكن أن تحتوي على عشرة مدفع من العيار الكبير وخمسين مدفعًا أخف. من المحتمل أنه كان تطويرًا لـ غولياي غورود [الإنجليزية] (أي تحصين متنقل جُمّع على عربات أو مزلجات من دروع مسبقة الصنع بحجم الجدار مع فتحات للمدافع). غالبًا ما استخدم القوزاق الأوكرانيون أبراج البطاريات اللاحقة.

### معلومات الكتب كاملة
- عبد الرءوف عون (1961)، الفن الحربي في صدر الإسلام، القاهرة: دار المعارف، OCLC:236014673، QID:Q122765618
- رينهارت دوزي (1978)، تكملة المعاجم العربية، ترجمة: محمد سليم النعيمي؛ جمال الخياط، بغداد: وزارة الثقافة والإعلام، OCLC:9888554، QID:Q118287690
- ابن أرنبغا الزردكاش (1985)، الأنيق في المناجنيق: لابن أرنبغا الزردكاش، دراسات في تاريخ التكنولوجيا العربي، تحقيق: إحسان هندي، حلب، مدينة الكويت: معهد التراث العلمي العربي، معهد المخطوطات العربية، OCLC:27033313، QID:Q122788828
- عبد الجبار محمود السامرائي (1986). تقنية السلاح عند العرب. بغداد: وزارة الثقافة والإعلام.
- ابن منظور (1994)، لسان العرب (ط. 3)، بيروت: دار صادر، OCLC:4770578388، QID:Q114878607{{استشهاد}}:  صيانة الاستشهاد: ref duplicates default (link)
- حلمي عزيز؛ محمد غيطاس (1993). قاموس المصطلحات الأثرية والفنية: إنجليزي - فرنسي - عربي (بالعربية والإنجليزية والفرنسية). مراجعة: محمد عبد الستار عثمان. بيروت، القاهرة: مكتبة لبنان ناشرون، الشركة المصرية العالمية للنشر - لونجمان. ISBN:978-977-16-0117-3. OCLC:29888801. OL:13162492M. QID:Q123158817.